# 하포엘 움 알팜 FC
하포엘 움 알팜 FC(히브리어: מועדון כדורגל הפועל אום אל-פאחם, 영어: Hapoel Umm al-Fahm Football Club)은 1963년에 창단된 이스라엘의 축구 클럽으로, 움알팜을 연고로 하고 있다. 현재 이스라엘의 2부 리그인 리가 레우밋에 참가하고 있다.